# Roseggletscher
Der Roseggletscher (rätoromanisch Vadret da Roseg, sprich va'dret da roˈzetɕ) ist ein Gletscher an der Nordseite der Berninagruppe im Kanton Graubünden. Im Jahr 2013 wurde eine Länge von 2,5 km ermittelt sowie im Jahre 2015 eine Fläche von 6,58 km². In seinem Nährgebiet ist der Gletscher mit dem östlich liegenden Sellagletscher (rätoromanisch Vadret da la Sella) verbunden.

## Lage

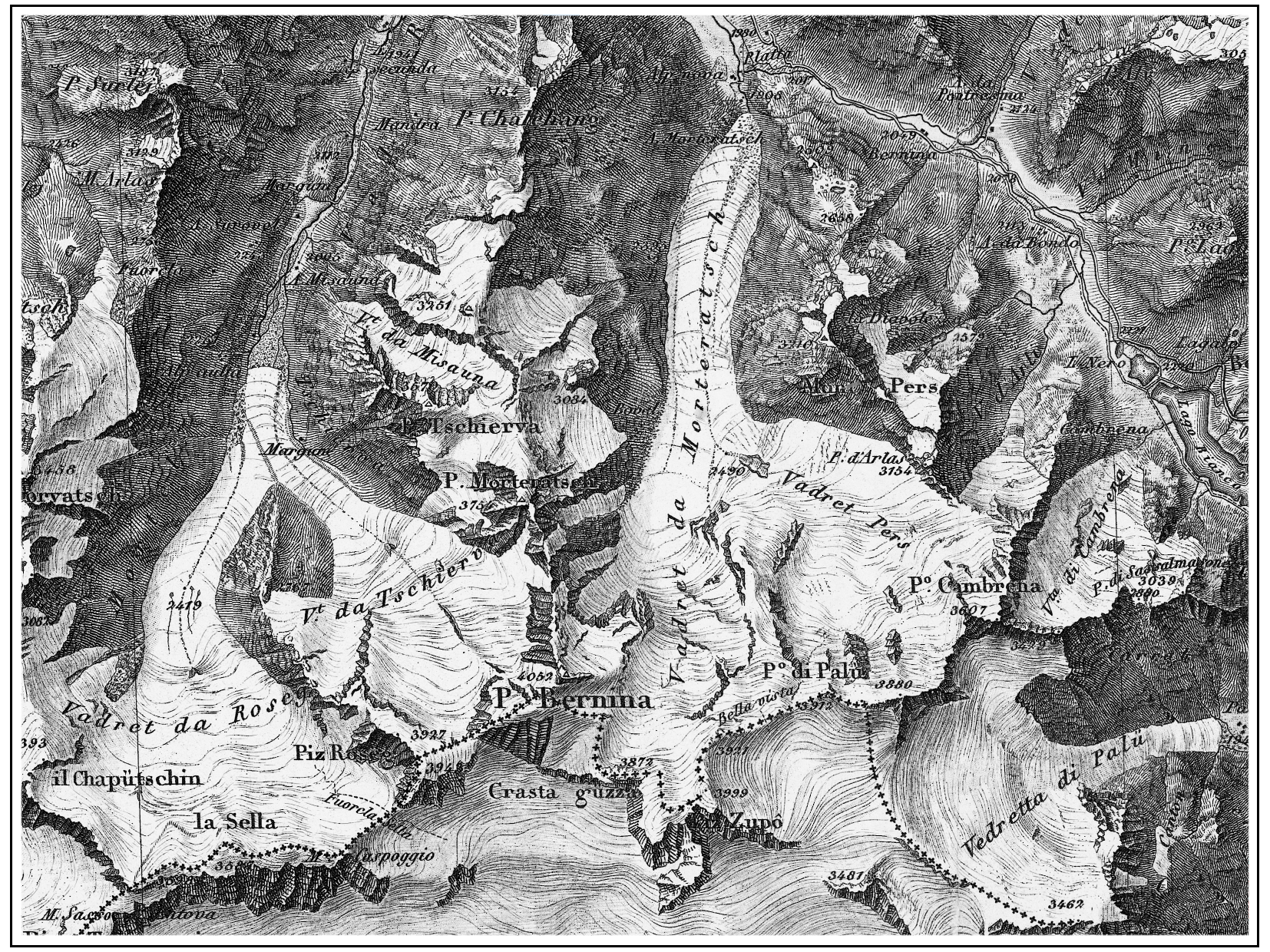
Gletscher der Berninagruppe auf der Dufourkarte von 1866: Roseg-, Tschierva-, Morteratsch-, Pers-, Cambrena- und Palügletscher
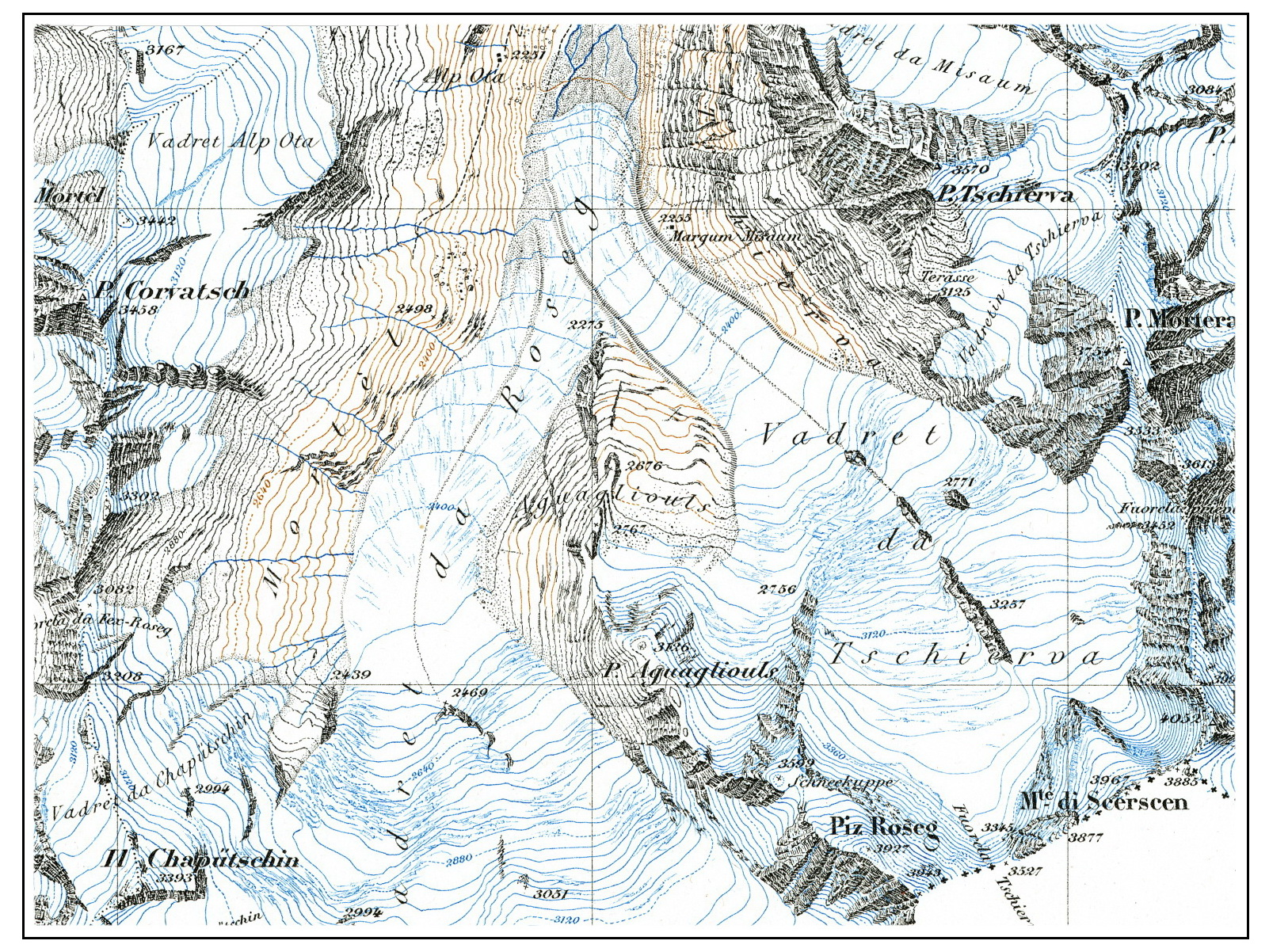
Roseg- und Tschiervagletscher im Topographischen Atlas der Schweiz, 1877

Das Nährgebiet des Roseggletschers liegt auf etwas über 3500 m ü. M. am Felskamm zwischen Piz Glüschaint und Dschimels I Gemelli (italienisch: I Gemelli), über den die Grenze zwischen Italien und der Schweiz verläuft. Der Sellagletscher beginnt unterhalb der steilen Westflanke des Piz Roseg, auf der Nordseite des Piz Sella. Beide Gletscher erstrecken sich nach Norden ins Val Roseg. 
Die einzelnen Zungen des Roseg- und des Sellagletschers reichen (Stand 2018) etwa bis zur Geländekante über dem Lej da Vadret, in den mehrere Gebirgsbäche mit Schmelzwasser aus dem Gletscher münden. Der Lej da Vadret, ein sogenannter Zungenbeckensee, ist ungefähr 1500 m lang und 300 m breit. Er entstand Mitte des 20. Jahrhunderts, als sich der Roseggletscher und der nordöstlich davon liegende Tschiervagletscher trennten. Zwischen der Zunge des Roseggletschers und der linken Seitenmoräne des Tschiervagletschers bildete sich in der Folgezeit der See. Im August 1954 stieg der Wasserspiegel des Sees aufgrund von Schneeschmelze und starker Regenfälle rasch um 85 Zentimeter an. Am Seeauslauf kam es daraufhin zu starker Erosion und die zusätzlichen Wassermassen flossen über den Rosegbach, Flaz und Inn rasch ab, bis sich der Wasserspiegel wieder etwa auf das ursprüngliche Niveau gesenkt hatte. Die grossen Hochwasserschäden im Oberengadin während des Sommers 1954 sind zum Teil dadurch verursacht worden.

## Entwicklung
In der Kleinen Eiszeit reichten Roseg- und Tschiervagletscher bis in die Nähe des heutigen Hotels Roseg. Seit damals sind sie relativ stark zurückgewichen, so dass der Roseggletscher aktuell nur noch etwas mehr als die Hälfte seiner einstigen Fläche besitzt.
| Jahr         | 1850 | 1973 | 1999/2000 | 2013        |
| Fläche (km²) | 11,1 | 8,5  | 7,9       | 6,58 (2015) |
| Länge (km)   | 6,8  | 4,9  | 4,3       | 2,5         |

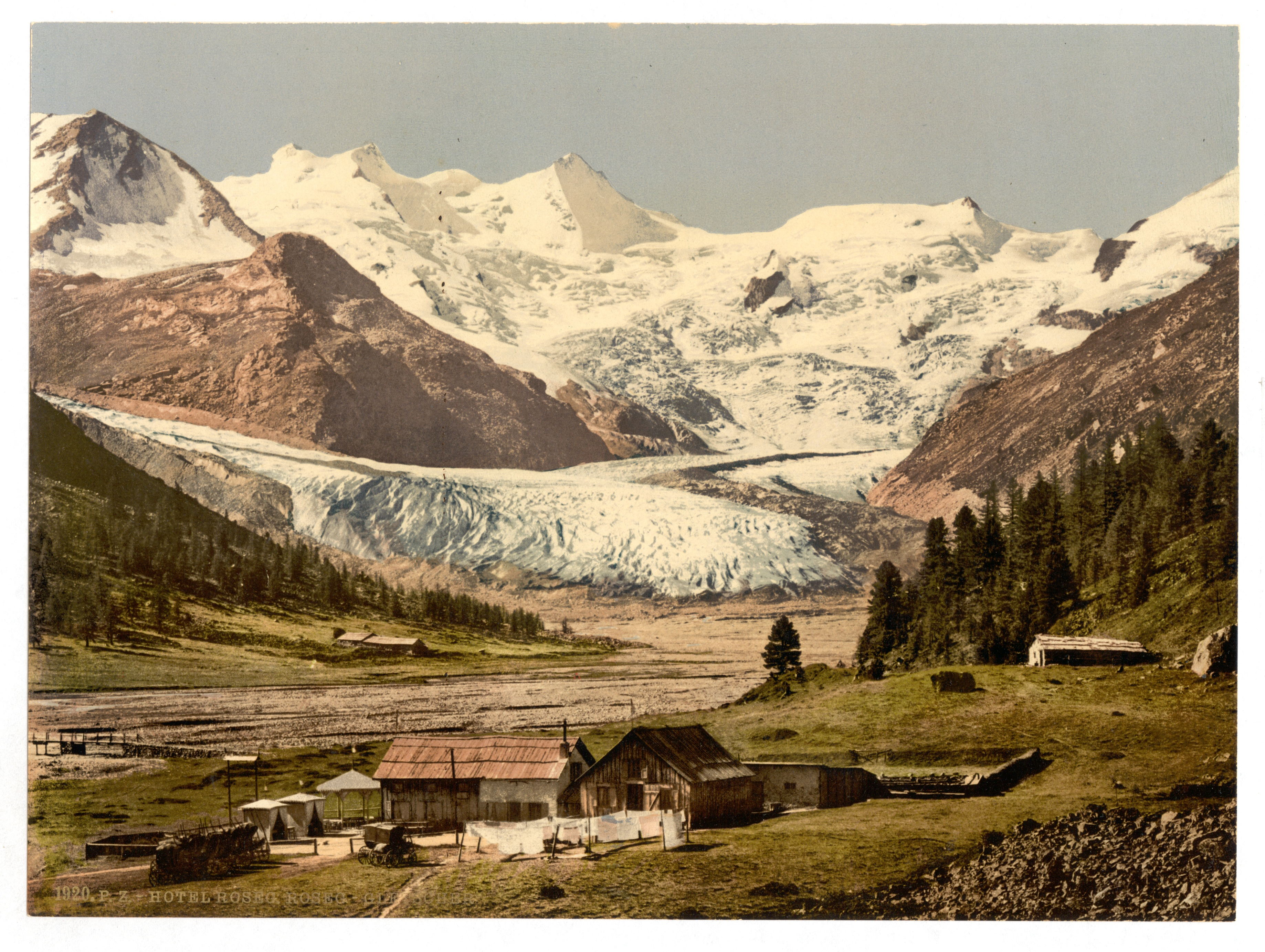
Aussicht beim Hotel Roseg auf die Gletscherzunge, ca. 1900; links stösst im Vordergrund der Tschiervagletscher vor und vereinigt sich mit dem Roseggletscher
Roseggletscher, Piz Glüschaint. Historisches Luftbild von Werner Friedli (1964)
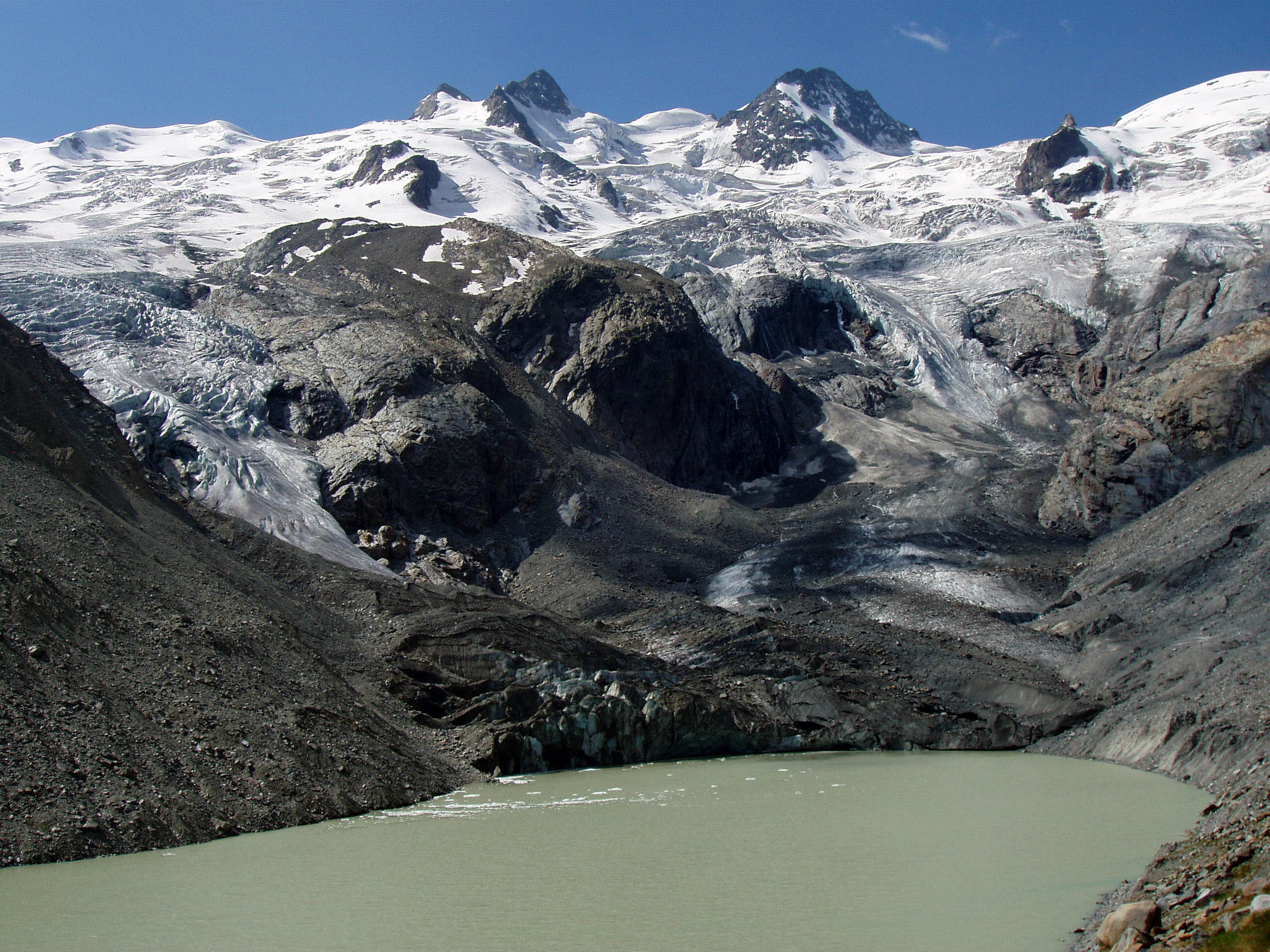
Sella- und Roseggletscher mit dem Lej da Vadret (2005)

## SAC-Hütte
Am Hang westlich des Roseggletschers auf einer Höhe von 2610 m befindet sich die Chamanna Coaz, eine Hütte des Schweizer Alpen-Clubs.